# Ballan-Miré
 Ballan-Miré  es una población y comuna francesa, situada en la región de  Centro, departamento de Indre y Loira, en el distrito de Tours y cantón de Ballan-Miré.

## Demografía
| 1514 | 2618 | 3739 | 4491 | 5937 | 7059 |
| Para los censos de 1962 a 1999 la población legal corresponde a la población sin duplicidades (Fuente: INSEE [Consultar]) |      |      |      |      |      |